# Kävåsen
Kävåsen är en by i Offerdals socken, Krokoms kommun, Jämtland. Byn är belägen mellan Valla och Oxböle, väster om Landösjön.
Byn omnämns första gången år 1431 då en Öfast Alfsson säljer jord j thaeffasin ok j ofritz asum (i Kävåsen och i Ofridsåsarna). Drygt hundra år senare, år 1568, omtalas byn som en ödegård, ödisgotz Kieffåsen. I början av 1800-talet omtalas Käfåsen som ett nybygge, där ny jordbruksmark bryts. Kävåsen har liksom de flesta andra byar i Offerdals socken präglats av jordbruksnäringen. Under en kort period på 1900-talet fanns ett av socknens fyra mejerier i Kävåsen. Mejeriet startade år 1925, men lades ned redan på 1930-talet, varefter bygdens bönder levererade sin mjölk till Änge mejeri.